# Kuti (gmina Sokolac)
Kuti (cyr. Кути) – wieś w Bośni i Hercegowinie, w Republice Serbskiej, w mieście Sarajewo Wschodnie, w gminie Sokolac. W 2013 roku liczyła 42 mieszkańców.